# Blauer Kugelsternhaufen

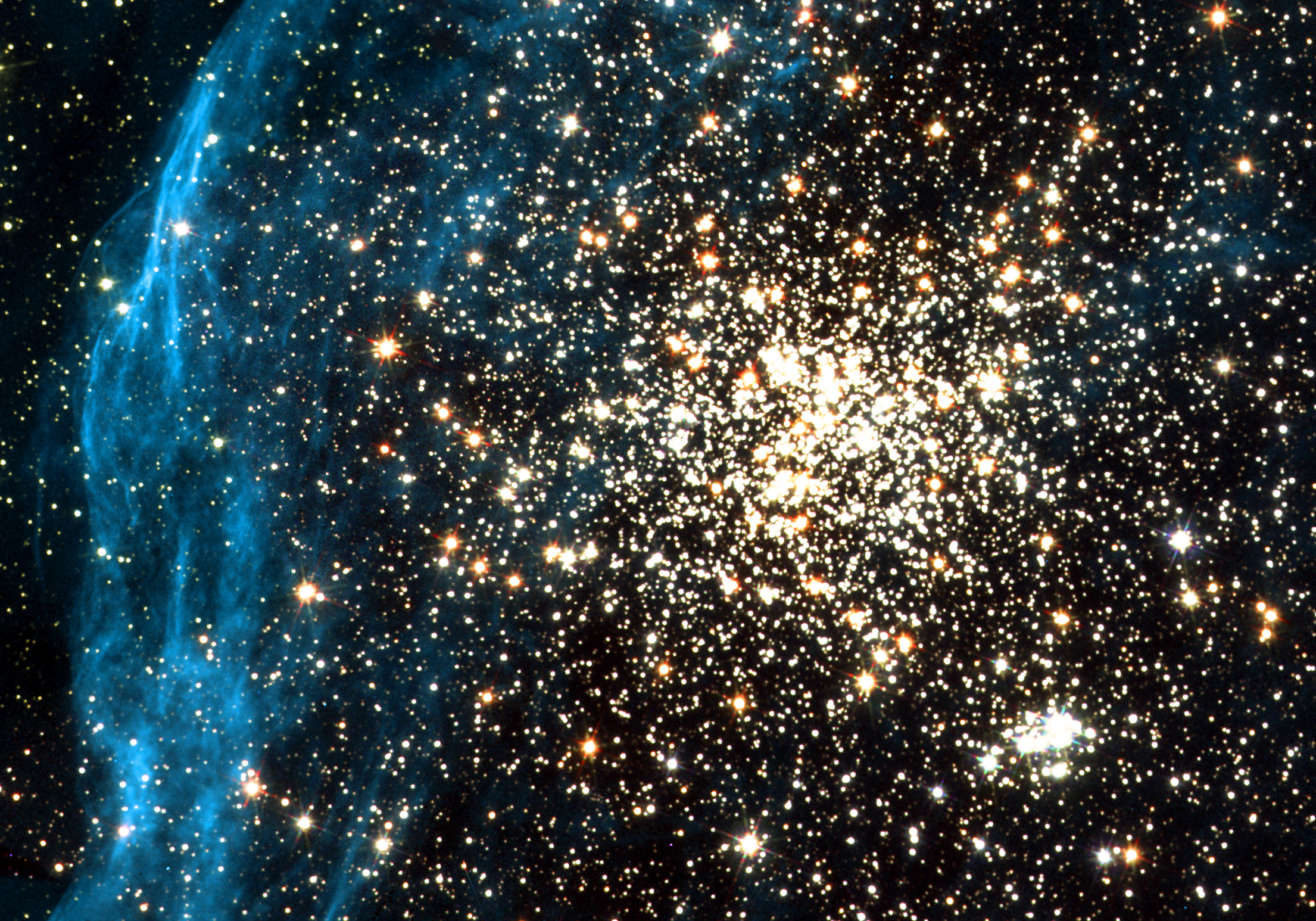
NGC 1850:
Ein blauer Kugelsternhaufen mit Sternentstehungsgebiet

Blaue Kugelsternhaufen sind mit unter 100 Millionen Jahren deutlich jünger als gewöhnliche Kugelsternhaufen, deren Alter meist einige Milliarden Jahre beträgt und die zur selben Zeit wie ihre Muttergalaxie entstanden sind; blaue Kugelsternhaufen dagegen haben sich erst später geformt.
Ihren Namen verdanken blaue Kugelsternhaufen den zahlreichen blauen Hauptreihensternen der Spektraltypen O und B, die sie aufgrund ihres geringen Alters enthalten.
Blaue Sternhaufen mit ähnlichen Sternzahlen wie gewöhnliche Kugelsternhaufen sind die Supersternhaufen. Im Mittel besitzen blaue Kugelsternhaufen jedoch weniger Sterne als gewöhnliche Kugelsternhaufen und wurden u. a. deshalb noch unlängst als offene Sternhaufen angesehen. 
Ein blauer Kugelsternhaufen benötigt zu seiner Entstehung jedoch deutlich mehr interstellare Materie als ein offener Sternhaufen. Daher müssen außergewöhnliche Umstände innerhalb der Muttergalaxie vorliegen, damit sich blaue Kugelsternhaufen bilden können. Dies erklärt, weshalb blaue Kugelsternhaufen in gewöhnlichen Großgalaxien wie der Milchstraße oder dem Andromedanebel fehlen und stattdessen zuerst in den irregulären Galaxien der Magellanschen Wolken entdeckt wurden; die Große Magellansche Wolke enthält eine recht große Population dieser Objekte (siehe Liste). Auch der Dreiecksnebel (M 33) enthält blaue Kugelsternhaufen, obwohl dies bei einer Spiralgalaxie ungewöhnlich zu sein scheint.

## Beispiele

### In der Großen Magellanschen Wolke
- NGC 1818
- NGC 1850
- NGC 1866
- NGC 1978
- NGC 2004

### In der Kleinen Magellanschen Wolke
- NGC 330
- NGC 458